# Halva

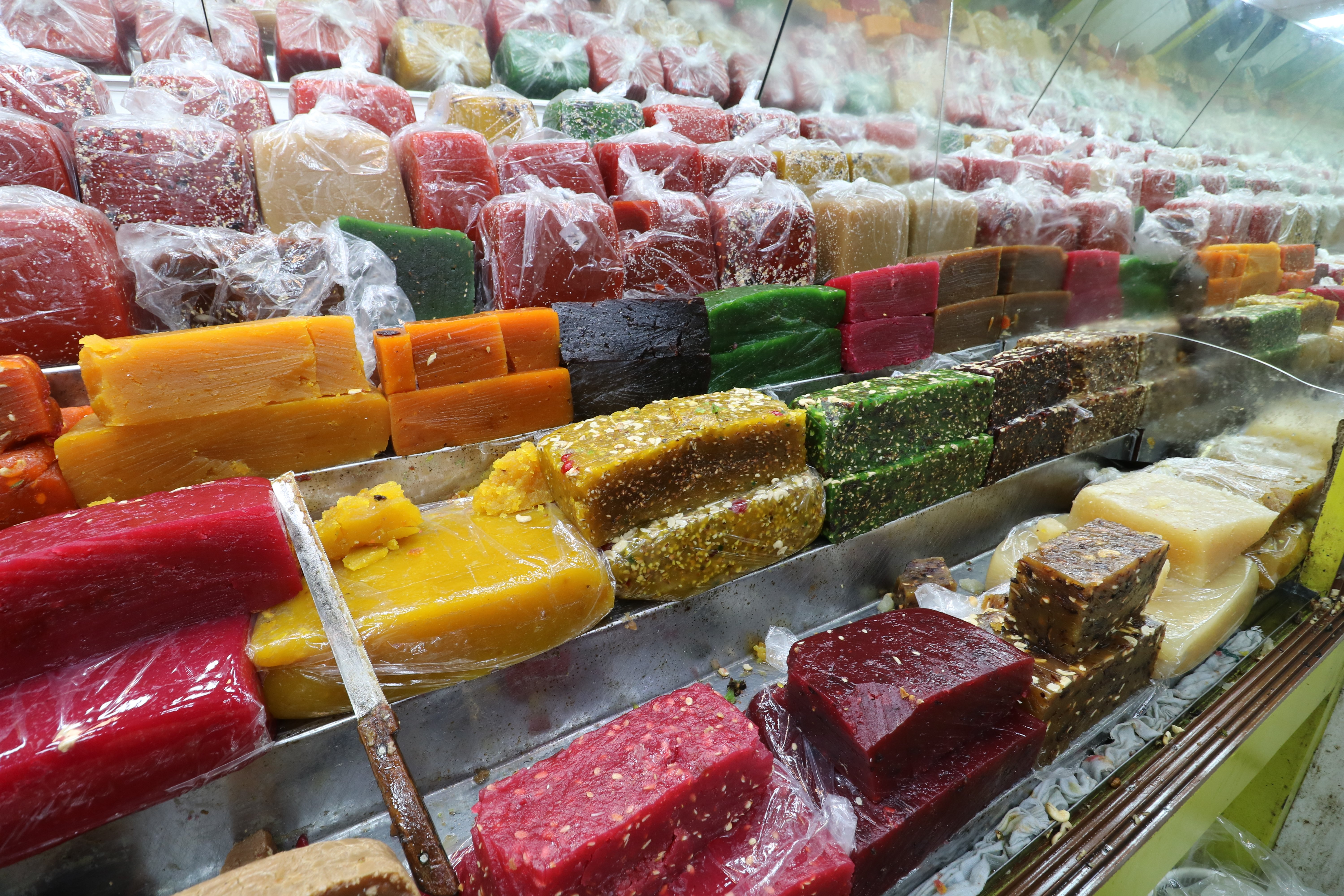
Halva com pistache

Halva é um doce do Médio Oriente feito de sementes de gergelim torradas, moídas e misturadas com açúcar derretido. É por vezes saborizado com pistáchios, mel ou baunilha.

## Malta
Em Malta, existe uma variedade local deste doce conhecida como Ħelwa tat-Tork, que significa doce turco em língua maltesa. É semelhante às variedades turcas e gregas, contendo normalmente amêndoa e, muitas vezes, também chocolate. É frequentemente servida como acompanhamento de um café, após o jantar.

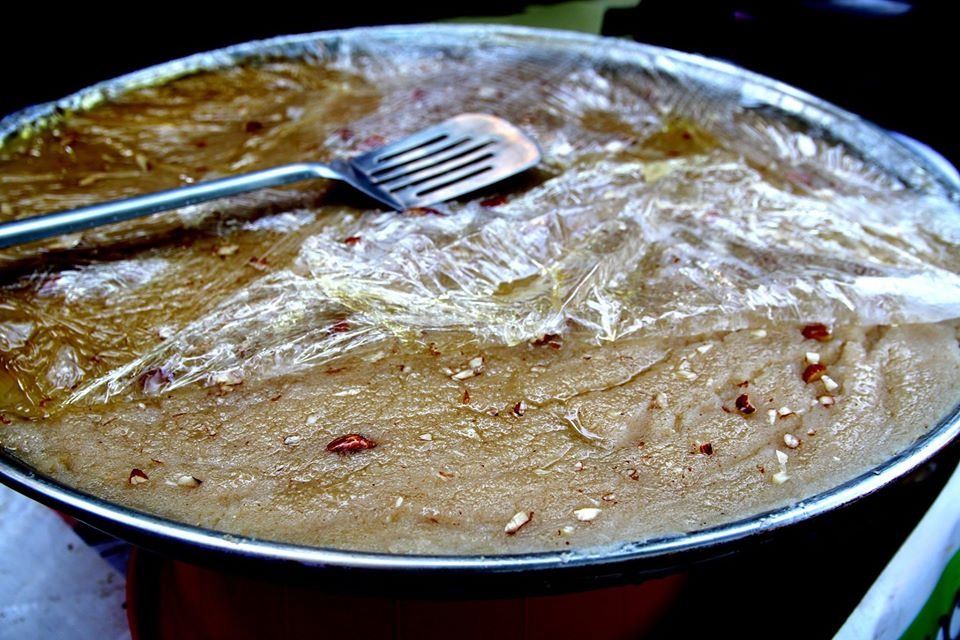
Punjab sujii halwaa (comida doce)